# Tepexco
Tepexco är en kommun i Mexiko.   Den ligger i delstaten Puebla, i den sydöstra delen av landet, 100 km sydost om huvudstaden Mexico City.
Följande samhällen finns i Tepexco:
- Ciudad Tepexco
- Calmeca
- San Mateo